# Rod Serling

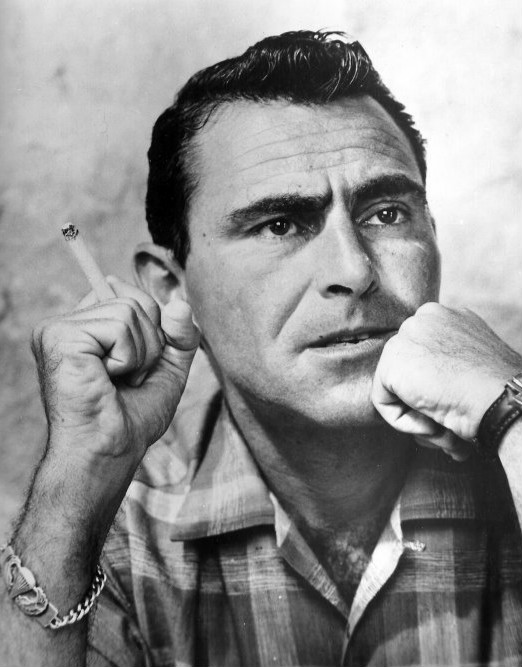
Rod Serling (1959), US-amerikanischer Drehbuchautor und Produzent

Edwin Rodman Serling (* 25. Dezember 1924 in Syracuse, New York; † 28. Juni 1975 in Rochester) war ein US-amerikanischer Drehbuchautor, Dramatiker, Filmproduzent und Moderator, der hauptsächlich für das Fernsehen arbeitete. Größere Bekanntheit erreichte er als Schöpfer, Produzent, Autor und Sprecher der Kultserie The Twilight Zone.

## Leben
Serling wurde als Sohn von Esther Cooper und Samuel Lawrence Serling in eine jüdische Familie geboren. Serlings Vater hatte vor seiner Kindheit als Sekretär und Amateur-Erfinder gearbeitet, übernahm jedoch den Beruf seines Schwiegervaters als Lebensmittelhändler, um ein festes Einkommen zu verdienen. Seine Mutter war Hausfrau. Serling hatte einen älteren Bruder, Robert J. Serling.
Von 1943 bis 1946 diente er an der Pazifikfront als Fallschirmspringer, wo er mehrfach verwundet und ausgezeichnet wurde. Nach dem Krieg begann er zunächst ein Sportstudium, wechselte aber schnell zu den Fächern Sprache und Literatur. Noch während des Studiums arbeitete Serling für eine lokale Radio-Station als Autor, Darsteller und Regisseur. Serling heiratete 1948 Carolyn Louise Kramer. Nach dem Studium arbeitete Serling weiter als fest angestellter Autor für eine Radio-Station.
Der Durchbruch gelang ihm 1955 mit Patterns, einem Script für das Fernsehen, wofür Serling den ersten seiner sechs Emmys erhielt. Er wechselte nun zu Film und Fernsehen, wo er hauptsächlich für MGM und World Meteorological Organization (WMO) schrieb. Rod Serling wurde vor allem als Produzent und Autor der Mystery-Fernsehserie Twilight Zone bekannt, die er auch moderierte. Nach dem Auslaufen der Serie 1965 schrieb er unter anderem Episoden für die Serie Rod Serling's Night Gallery und erreichte weitere Emmy-Nominierungen.
Neben seiner Arbeit für das Fernsehen war Serling auch als Drehbuchautor für mehrere Kinoproduktionen tätig. So verfasste er u. a. die Drehbücher für den Politthriller Sieben Tage im Mai (1964), den Abenteuerfilm Überfall auf die Queen Mary (1966) und den Science-Fiction-Film Planet der Affen (1968).
Nach seiner TV-Karriere kehrte Serling ans Antioch College zurück und nahm dort eine Lehrtätigkeit auf. Politisch aktiv, engagierte sich Serling in den 1960er und 1970er Jahren gegen den Vietnamkrieg.
Serling verstarb am 28. Juni 1975 während einer Bypass-Operation.
2008 wurde er posthum in die Science Fiction Hall of Fame aufgenommen.
Im Song Threatened von Michael Jackson aus dem Jahr 2001 sind Tonaufnahmen von Serling zu hören.

## Filmografie (Auswahl)
- 1966: Überfall auf die Queen Mary (Assault on a Queen)